# Orango
Orango is een eiland van de Bissagoseilanden voor de kust van Guinee-Bissau in de Atlantische Oceaan. Het maakt deel uit van de regio Bolama en hierbinnen de sector Uno. Met een oopervlakte van 272,5 km² is het het grootste eiland in de archipel. Het eiland telde 1.250 inwoners bij de volkstelling van 2009. Het grootste dorp is Eticoga. Met de naburige eilanden Imbone, Canongo, Meneque en Orangozinho vormt het het Orango National Park. Orango staat bekend om zijn zoutwaternijlpaarden.

## Huwelijkstradities
De inwoners van Orango ontwikkelden een aantal verschillende huwelijkstradities die uniek zijn met betrekking tot de rol van vrouwen. Het huwelijk werd volgens de oude traditie formeel voorgesteld door vrouwen - hun keuze van echtgenoot werd openbaar gemaakt aan de aanstaande bruidegom en de rest van de gemeenschap door een aanbod van een gerecht van speciaal bereide vis, gemarineerd in rode palmolie. Volgens de traditie werd het aanbod geaccepteerd door het eten van de vis en kan het niet zonder oneer worden afgewezen. Het huwelijk werd maanden later officieel, nadat de aanstaande bruid, zonder hulp van de bruidegom, het paar een nieuw huis bouwt van drijfhout, blond gras en lemen stenen. 